# 莱蒂勒
莱蒂勒（法語：Les Thuiles，法語發音：[le tɥil]）是法国上普罗旺斯阿尔卑斯省的一个市镇，属于巴瑟洛内特区。

## 地理
莱蒂勒（44°23'35"N, 6°34'16"E）面积32.8 平方千米，位于法国普罗旺斯-阿尔卑斯-蓝色海岸大区上普罗旺斯阿尔卑斯省，该省份为法国东南部内陆省份，北起上阿尔卑斯省，西接沃克吕兹省，西北接德龙省，南至瓦尔省，东临滨海阿尔卑斯省，东北部与意大利接壤。
与莱蒂勒接壤的市镇（或旧市镇、城区）包括：梅奥朗-勒韦勒、圣庞斯、于韦尔内富尔、莱索尔。

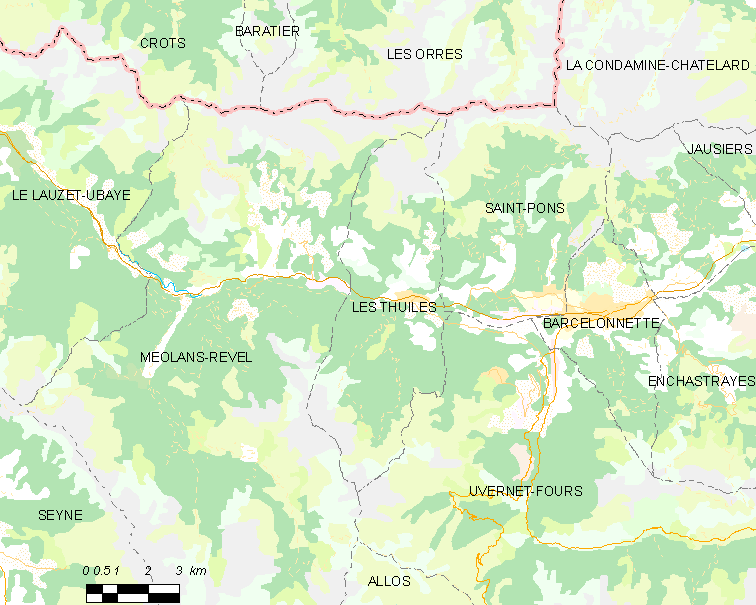
莱蒂勒的OSM定位图

莱蒂勒的时区为UTC+01:00、UTC+02:00（夏令时）。

## 行政
莱蒂勒的邮政编码为04400，INSEE市镇编码为04220。

## 政治
莱蒂勒所属的省级选区为巴瑟洛内特县。

## 人口

1962-2008年间莱蒂勒人口变化图示

莱蒂勒于2022年1月1日时的人口数量为365人。